# Václav Honc
Václav Honc (* 31. ledna 1951) je bývalý český hokejový útočník. Po skončení aktivní kariéry působil jako trenér mládeže.

## Hokejová kariéra
V československé lize hrál za Duklu Jihlava a TJ Sparta ČKD Praha. S Duklou Jihlava získal v roce 1972 mistrovský titul. Za reprezentaci Československa nastoupil v roce 1975 ve 3 utkáních. Reprezentoval Československo na mistrovství Evropy juniorů do 19 let v roce 1970, kde tým skončil na 2. místě.

## Klubové statistiky
| Sezona    | Klub                | Soutěž  | Základní část | Základní část | Základní část | Základní část | Základní část |
| Sezona    | Klub                | Soutěž  | Z             | G             | A             | B             | TM            |
| --------- | ------------------- | ------- | ------------- | ------------- | ------------- | ------------- | ------------- |
| 1971/1972 | Dukla Jihlava       | 1. liga | 2             | 0             | 0             | 0             | 2             |
| 1972/1973 | TJ Sparta ČKD Praha | 1. liga | 34            | 10            | 10            | 20            | 6             |
| 1973/1974 | TJ Sparta ČKD Praha | 1. liga | 43            | 7             | 11            | 18            | 12            |
| 1974/1975 | TJ Sparta ČKD Praha | 1. liga | 36            | 10            | 13            | 23            | 14            |
| 1975/1976 | TJ Sparta ČKD Praha | 1. liga | 30            | 6             | 16            | 22            | 14            |
| 1976/1977 | TJ Sparta ČKD Praha | 1. liga | 44            | 13            | 16            | 29            | 14            |
| 1977/1978 | TJ Sparta ČKD Praha | 1. liga | 44            | 6             | 15            | 21            | 12            |
| 1978/1979 | TJ Sparta ČKD Praha | 1. liga | 44            | 7             | 12            | 19            | 14            |
| 1979/1980 | TJ Sparta ČKD Praha | 1. liga | 39            | 3             | 9             | 12            | 12            |
| 1980/1981 | TJ Sparta ČKD Praha | 1. liga | 38            | 9             | 13            | 22            | 14            |
| 1981/1982 | TJ Sparta ČKD Praha | 1. liga | 21            | 3             | 5             | 8             | 6             |